# Yang Liwei
En aquest nom xinès, el cognom és Yang.
Yang Liwei (xinès: 杨利伟) (Liaoning, Xina 21 de juny de 1965) és un militar i astronauta xinès. El 2003 va ser el primer home enviat a l'espai per l'agència espacial xinesa a bord de la missió Shenzhou.
La missió llençada el 15 d'octubre de 2003 va aterrar en un punt de la Mongòlia Interior després d'haver completat 14 voltes a la Terra a 340 kilòmetres d'alçada. La Xina es convertiria així en el tercer país en enviar un home a l'espai pels seus propis mitjans.
L'asteroide 21064 Yangliwei descobert el 1991 es va batejar en honor seu.